# Hamlet (film, 1910, Caserini)
 (juillet 2025).
Pour les articles homonymes, voir Hamlet (homonymie).
Pour plus de détails, voir Fiche technique et Distribution.
Hamlet (Amleto) est un film italien muet, réalisé par Mario Caserini, sorti en 1910.

## Fiche technique
- Titre original : Amleto
- Titre français : Hamlet
- Réalisation : Mario Caserini
- Histoire : William Shakespeare, d'après sa pièce éponyme
- Société(s) de production : Società Italiana Cines
- Société(s) de distribution : Italie Società Italiana Cines
- Pays d'origine : Royaume d'Italie
- Année : 1910
- Langue : italien
- Format : noir et blanc – 1,33:1 – 35 mm – muet
- Genre : drame
- Durée :

## Distribution
- Dante Cappelli : Hamlet
- Maria Caserini :